# Zefram Cochrane
Zefram Cochrane egy szereplő a Star Trek univerzumban. Ő az a személy, aki 2063-ban feltalálta a térhajtóművet, ezzel megadva a lehetőséget az emberiségnek, hogy távoli világokba legyen képes ellátogatni.
2030-ban született, halottá pedig 2117-es Alfa Centaurin történt eltűnése után nyilvánították.
A Star Trek univerzumban, az atomháború, amit a harmadik világháborúnak is neveznek, alig tartott pár hónapig, mégis 600 millió ember halálát okozta. Ezek után, 2053-ban kezdte megépíteni a prototípus űrhajót, a Phoenixet.
2063. április 5-én 11:15-kor végrehajtotta az emberiség első térhajtóműves repülését. A rakéta által gerjesztett nulltér mezőt érzékelik a vulkániak, és leszállnak a Földre, hogy kapcsolatba lépjenek az emberiséggel. 2073-ban tartott beszédében így szól: "Ne akarj nagy ember lenni, csak ember. Majd a történelem ítélkezik feletted." Az irónia kijelentésében az, hogy azért tervezte az űrhajót, hogy majd a technológiát eladva, abból gazdagodik meg.

## Egyéb érdekesség
Ő volt a legelső kronológiailag a Star Trek univerzumában, aki az "űrszekerek" szót kimondta és ezt célzottan az Enterprise-E-re értette, amikor egy csillagászati távcsövön keresztül megpillantotta orbitális pályán.